# Maxym Petrenko
Maxym Petrenko (en ucraniano: Максим Петренко; Lugansk, URSS, 7 de enero de 1978-Toretsk, 15 de octubre de 2024) fue un deportista ucraniano que compitió en escalada.
Ganó una medalla de bronce en el Campeonato Mundial de Escalada de 1999, en la prueba de dificultad.
Falleció mientras participaba en una misión de combate para liberar la ciudad de Toretsk tomada por las tropas rusas durante la invasión de Ucrania.

## Palmarés internacional
| Campeonato Mundial | Campeonato Mundial       | Campeonato Mundial | Campeonato Mundial |
| Año                | Lugar                    | Medalla            | Prueba             |
| ------------------ | ------------------------ | ------------------ | ------------------ |
| 1999               | Birmingham (Reino Unido) | Medalla de bronce  | Dificultad         |